# Rodopsina

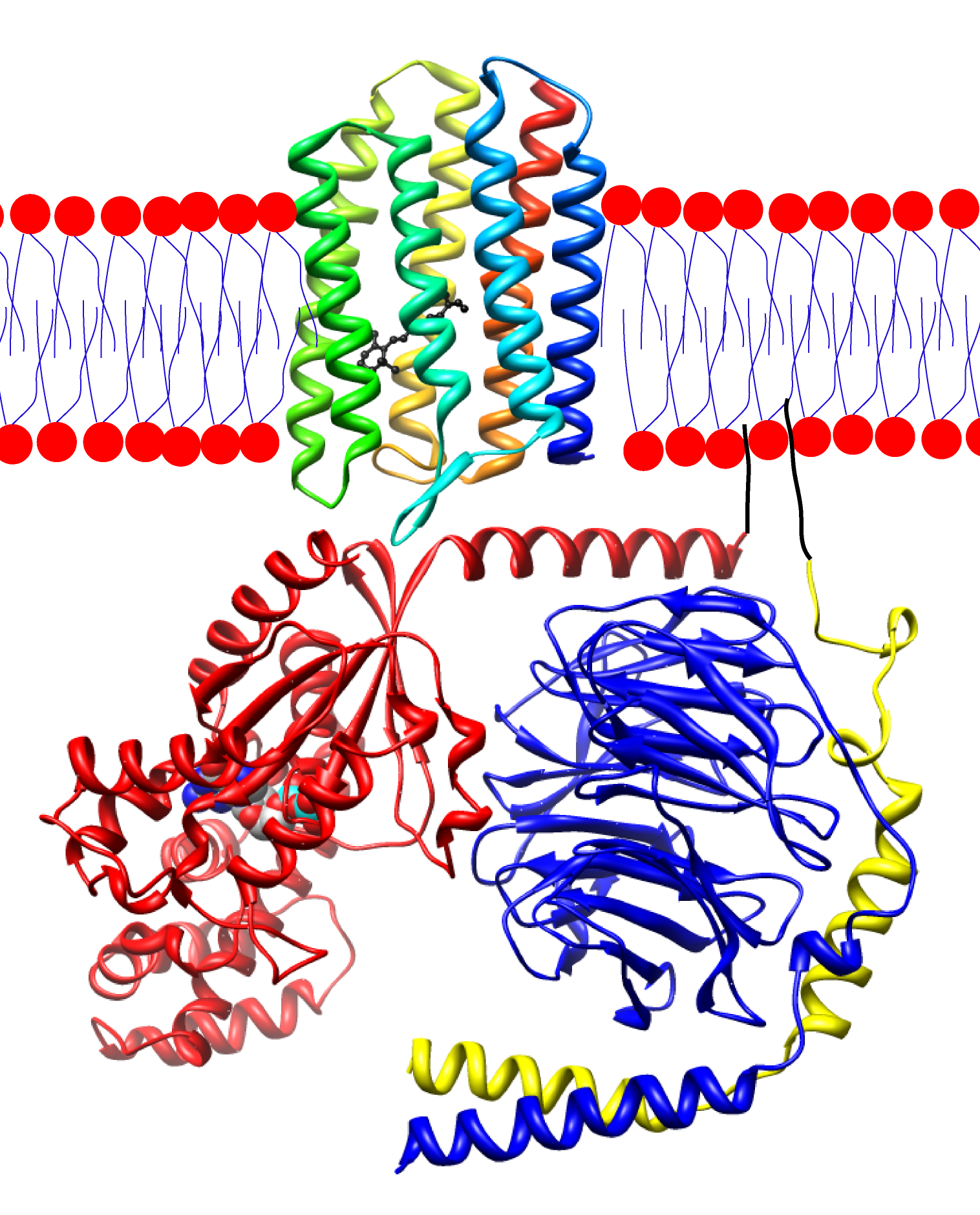
Rodopsina II anclada en la membrana y asociada a Transducina (Gt). Gtα en rojo, Gtβ en azul, y Gtγ amarilla. Hay una molécula de GDP unida a la subunidad Gtα y retinal en negro enlazado en la rodopsina. El extremo N-terminal de la rodopsina está en rojo y su C-terminal en azul. El anclaje de la transducina a la membrana se representa en negro.

La rodopsina es una proteína transmembranal que, en humanos, se encuentra en los discos de los bastones de la retina, concretamente a la membrana plasmática de los bastones, en los cuales se sintetiza, formando hasta el 80 % de esta.
Los bastones, junto con los conos, forman el conjunto de células fotorreceptoras de la retina, situadas en las paredes de esta. 
La rodopsina es el receptor fotolumínico que se encarga de absorber la luz de longitudes de onda alrededor de los 498 nm como parte del proceso de captación de imagen del ojo, y mediante una serie de reacciones complejas, permite la visión, tanto en condiciones normales de luz, como en espacios con iluminación pésima.
Consta de una parte proteica, opsina, y una no proteica, que es un derivado de la vitamina A que es el 11-cis-retinal. Es inestable y reacciona fácilmente con la energía lumínica, decolorándose y descomponiéndose en contacto con esta, y regenerándose con la oscuridad. 
Una de las reacciones que sucede cuando es expuesta a la luz se denomina fototransducción, y sucede de formas diferentes en seres invertebrados y vertebrados.
En el caso de los primeros, la rodopsina se encuentra asociada a la membrana celular, y la fototransducción ocurre en el citoplasma, el medio acuoso intracelular.
Por otro lado, en los seres vertebrados, esta atraviesa la membrana y recibe la luz con la ayuda de una proteína G asociada que permite la reacción.
Este último es el proceso por el cual pasa la rodopsina en los humanos para poder ver. 
Una mayoría de los microorganismos marinos no fotosintéticos captan energía de la luz solar mediante rodopsina.[cita requerida] La proteína permite a estos organismos utilizar la energía del sol para moverse, crecer y sobrevivir ante la falta de nutrientes. La rodopsina está altamente conservada y presente en los tres grandes dominios (arqueas, bacterias y eucariotas), lo que sugiere una aparición temprana y un papel fundamental en la evolución.
Esta sustancia es una combinación de la proteína escotopsina y el pigmento carotenoide retinal (también llamado «retineno»). Además, el retinal es de un tipo especial denominado 11-czs-retinal. (Hall & Guyton, 2011).

## Composición
La estructura molecular está formada por dos componentes: uno proteico, la opsina; y uno no proteico, el 11 cis retinal.
La opsina es una cadena polipeptídica formada por unos 348 aminoácidos. La opsina se distribuye en siete tramos de hélice alfa que se sitúan perpendiculares a la membrana unidos por partes proteicas sin estructura. También se le llama púrpura visual, debido a su color y a que la encontró por primera vez en la retina de las ranas Franz Boll.
El carboxilo terminal se sitúa en la parte citosólica y el amino en posición intradiscal.
El 11 cis retinal se sintetiza mediante un proceso complejo a través de la vitamina A, un antioxidante que obtenemos con la ayuda de una alimentación variada rica en frutas y verduras, y productos animales como el hígado o la leche entera. Este se sitúa unido a una de las hélices alfa en el centro de la molécula y colocado perpendicularmente. Esta colocación hace que surja el pigmento fotosensible, y que cuando llegue luz incida en el 11-cis-retinal y este se transforme produciendo reacciones que llevan a un impulso nervioso.
Estos dos componentes se mantienen unidos únicamente en condiciones de ausencia de luz, y una vez estas captan un fotón, partícula elemental responsable de fenómenos electromagnéticos, este modifica la estructura de la proteína, separándola.

## Síntesis y descomposición
La rodopsina se forma en la parte interna de los bastones de la retina, es decir, en el citoplasma de la célula, concretamente en la zona del retículo endoplasmático, orgánulo celular encargado de sintetizar proteínas —como la opsina— y lípidos. Una vez sintetizada en este, pasa a la membrana del aparato de Golgi, y sufre una transformación.
Al finalizar, las vesículas, orgánulos con función principal de almacenar y transportar sustancias, trasladan la rodopsina para que se pueda fusionar con la membrana plasmática de las células fotorreceptoras retinales. 
La rodopsina se mantiene en la membrana de los bastones hasta que la fotoactivación se produce, y los fotopigmentos captan un fotón. Esta proteína sensible a la luz se descompone y durante este proceso, el estímulo lumínico recibido por el fotón lo transforma en un impulso nervioso que genera una señal eléctrica en el cerebro que desencadena una serie de reacciones conocidas como el proceso de fototransducción.

## Función
Los bastones donde se encuentran la rodopsina son células extremadamente sensibles a la luz y de saturación rápida y fácil. Esto provoca que no distingan entre colores y, por tanto, en condiciones de baja luminosidad, nuestro espectro visual de los colores se reduzca a casi blanco y negro, y una gran escala de grises, pero que aun así podamos ver. 
Esta no es su función exclusiva, puesto que algunos seres vivos fotosintéticos utilizan este pigmento para generar energía, a través del proceso de fotosíntesis, y poder realizar sus funciones vitales, así como desplazarse, alimentarse o interactuar con el medio que los rodea.